# Igor Skalin
Igor Anatoljewicz Skalin (ros. Игорь Анатольевич Скалин, ur. 12 stycznia 1970 w Moskwie) – rosyjski żeglarz sportowy, srebrny medalista olimpijski z Atlanty.
Zawody w 1996 były jego jedynymi igrzyskami olimpijskimi. Startował w klasie Soling, załogę jachtu tworzyli również Gieorgij Szajduko i Dmitrij Szabanow. W tej klasie zdobył w tym samym roku złoty medal mistrzostw świata.